# Edward Ośko
Edward Ośko (ur. 13 stycznia 1957 w Podebłociu) – polski polityk i prawnik, adwokat, poseł na Sejm V kadencji.

## Życiorys
W 1980 ukończył studia prawnicze na Wydziale Prawa i Administracji Uniwersytetu Warszawskiego. Od 1981 do 1982 pracował w Przedsiębiorstwie Gospodarki Komunalnej i Mieszkaniowej w Olsztynie. W 1983 podjął pracę w Prokuraturze Rejonowej w tym mieście. W latach 1990–1993 był zastępcą prokuratora rejonowego. Od 1993 do 2002 wchodził w skład kolegium Regionalnej Izby Obrachunkowej. Od 1995 prowadzi własną kancelarię adwokacką.
Należy do Akcji Katolickiej. W wyborach parlamentarnych w 1997 bez powodzenia ubiegał się o mandat poselski z listy Akcji Wyborczej Solidarność w województwie olsztyńskim (otrzymał 1371 głosów). Wstąpił następnie do Ligi Polskich Rodzin. W latach 2002–2005 zasiadał w radzie miejskiej Olsztyna. W wyborach w 2005 uzyskał mandat poselski z okręgu olsztyńskiego liczbą 5725 głosów. W 2007 bez powodzenia ubiegał się o reelekcję i powrócił do pracy zawodowej. Wystąpił z LPR; wystartował następnie z listy Prawa i Sprawiedliwości do Sejmu (2015) i sejmiku warmińsko-mazurskiego (2018).